# 12657 Bonch-Bruevich
12657 Bonch-Bruevich è un asteroide della fascia principale. Scoperto nel 1971, presenta un'orbita caratterizzata da un semiasse maggiore pari a 3,0233423 UA e da un'eccentricità di 0,1047601, inclinata di 9,43983° rispetto all'eclittica.